# Fernando Karadima
Fernando Salvador Miguel Karadima Fariña (né à Antofagasta le 6 août 1930 et mort le 26 juillet 2021 à Santiago) est un prêtre catholique chilien, suspendu à vie. 
En 2010, un certain nombre d'allégations d'abus sexuels à son encontre ont été rendues publiques. Le procès civil, initialement clos, a été rouvert après le procès canonique parallèle, terminé le 16 janvier 2011, qui a abouti à sa condamnation pour abus sexuel de mineurs avec violence et abus de son autorité ecclésiastique.
Le 21 juin 2011, le Saint-Siège a rejeté le dernier appel de Fernando Karadima, confirmant sa culpabilité. Les accusations de pédophilie ont été confirmées. L'archevêque de Santiago, Ricardo Ezzati, a annoncé la résolution du Saint-Siège, qui confirme la sentence qui lui a été imposée le 18 février et l'a reconnu coupable d'abus sexuels et psychologiques répétés.

## Biographie

### Les premières années
Fernando Karadima est né en 1930. Il est le fils de Jorge Karadima Angulo, né à Talcahuano et fils d'un immigrant grec, et d'Elena Fariña Amengual (1908-1997). Il a trois frères et quatre sœurs. Il a étudié à l'Institut Alonso de Ercilla des Frères Maristes, et après la mort de son père, il a dû travailler comme caissier à la Banque Sud Américaine. Il a étudié le droit pendant un ou deux ans.

### Vocation sacerdotale
Dès le début, Fernando Karadima a été lié à la paroisse du Sacré-Cœur de Jésus, sur l'avenue El Bosque (dans la municipalité de Providencia, Santiago du Chili). A la fin des années 1940, il a participé en tant que séminariste à l'Action Catholique de la Jeunesse de la paroisse d'El Bosque, dont le directeur national était le jésuite chilien, Albert Hurtado, canonisé depuis. De ce groupe de jeunes sont nées plusieurs vocations au sacerdoce. La plupart de ces jeunes sont entrés dans la Compagnie de Jésus et d'autres, comme Fernando Karadima, sont entrés au Séminaire Pontifical des Saints Anges Gardiens de l'Archidiocèse de Santiago. Oscar Karadima, son frère, a récemment déclaré que Fernando avait exagéré l'histoire de son lien avec le jésuite chilien, qu'il n'avait rencontré qu'occasionnellement et sans être proche de lui, et qu'il avait utilisé cet argument de sa proximité avec Alberto Hurtado comme un élément de sa stratégie de manipulation.

### Ordination
En 1958, Fernando Karadima a été ordonné prêtre diocésain. Il est resté dans la paroisse du Sacré-Cœur de Jésus, sous l'autorité de Alejandro Huneeus Cox, qui lui a permis de travailler dans cette paroisse donnée par Loreto Cousiño au PUS (Pía Unión Sacerdotal), une société du clergé diocésain indépendante de l'évêque du diocèse.

### Curé
En 1985, Fernando Karadima a été nommé curé titulaire de la paroisse d'El Bosque dans la municipalité de Providencia à Santiago du Chili, où il a travaillé jusqu'en 2006. De là, il commença à former des religieux qui venaient à la paroisse. Leurs messes et retraites étaient très fréquentées par les paroissiens.
Certains de ceux formés par F. Karadima occupent des positions dans la hiérarchie actuelle de l'Église chilienne, comme Juan Barros Madrid (évêque militaire du Chili), Andrés Arteaga (évêque auxiliaire de Santiago), Horacio Valenzuela Abarca (évêque de Talca) et Tomislav Koljatic Maroevic (évêque de Linares). Beaucoup d'entre eux (en particulier Barros) ont été impliqués dans la controverse car ils ont été accusés par les victimes de F. Karadima de dissimulation et de complicité avec ses abus.

## Accusations
Les premières accusations de viol apparaissent en 1984, avant même que Fernando Karadima ne soit curé. Mais l’évêque « déchire la lettre d'accusations ».
En 2004, des paroissiens et d'anciens prêtres de la paroisse d'El Bosque ont déposé des plaintes contre Fernando Karadima auprès de l'autorité ecclésiastique au sujet d'actes liés à des abus, ce qui a fait grand bruit au Chili en raison de ses relations politiques et financières. Après plusieurs années de retard, une plainte a été déposée depuis les États-Unis, grâce à une organisation spécialisée dans les enquêtes sur les abus des prêtres. L'un des plaignants, le Dr James Hamilton, a participé à l'émission de télévision chilienne Tolerancia Cero et a fait une accusation publique contre le P. Karadima. Une enquête canonique a été menée et F. Karadima a été reconnu coupable des faits qui lui étaient reprochés, ce qui a conduit à la réouverture de son procès pénal au Chili.
Le 12 juin 2018, le bureau du procureur général a ouvert une nouvelle enquête contre le prêtre chilien pour abus sexuel, à la suite d'une plainte de Santiago Valenzuela, qui a déclaré qu'il avait été contraint par F. Karadima à avoir des rapports sexuels oraux à plusieurs reprises.

### Renvoi de l'état clérical
Par décret du pape François du 27 septembre 2018, Fernando Karadima a été renvoyé de l'état clérical et dispensé des obligations qui lui sont liées. Le décret a été notifié à Fernando Karadima le 28 septembre 2018,.